# Zaosie (Białoruś)

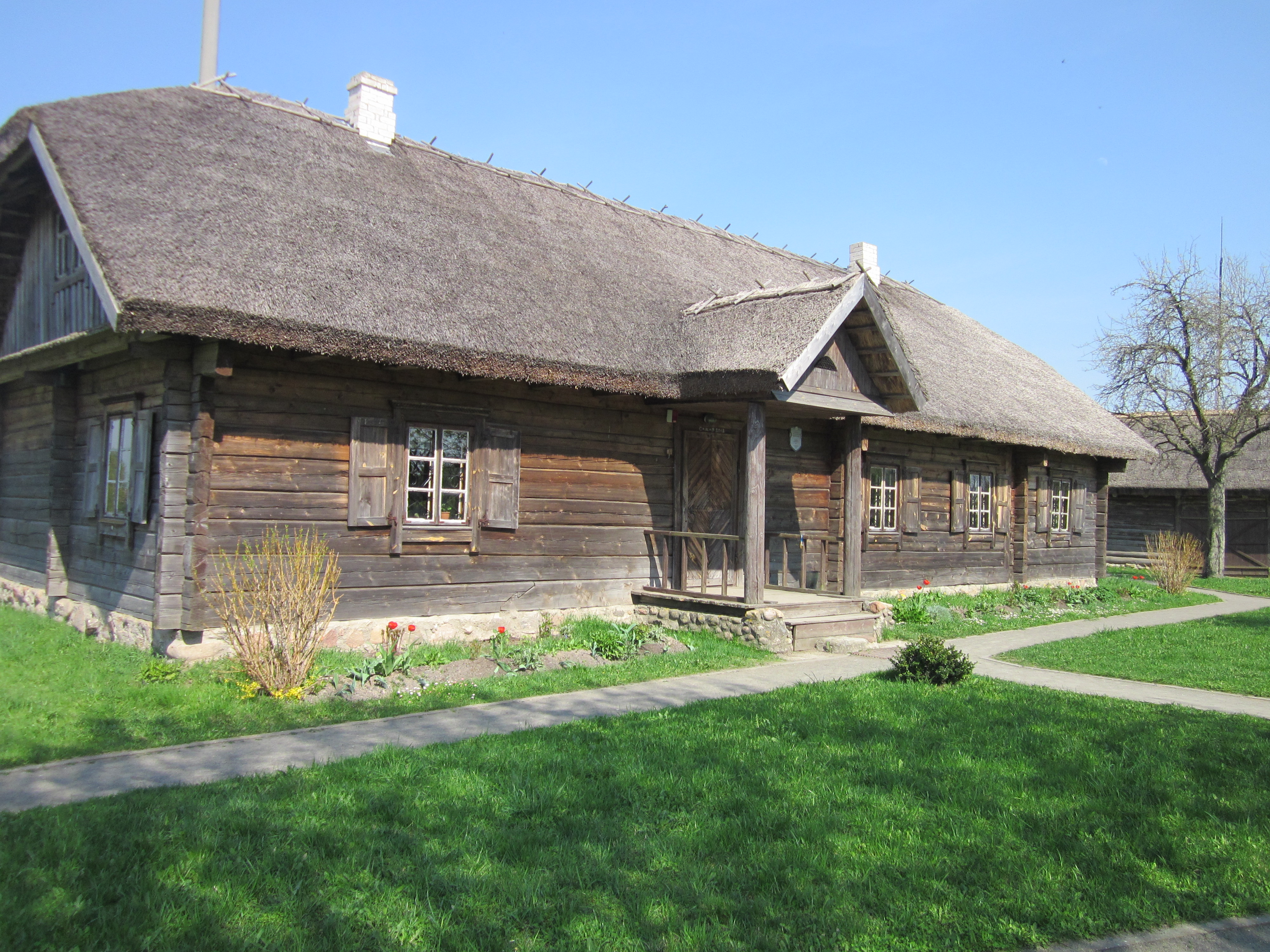
Dworek Mickiewiczów w Zaosiu (2012 r.)

Zaosie (biał. Завоссе, Завосьсе, ros. Заосье) – wieś na Białorusi, w obwodzie brzeskim, w rejonie baranowickim.
Zaścianek szlachecki położony był w końcu XVIII wieku w powiecie nowogródzkim województwa nowogródzkiego.
W Zaosiu, będącym szlacheckim zaściankiem, znajdował się dwór i folwark należący do rodziny Mickiewiczów, uchodzący, obok Nowogródka, za najbardziej prawdopodobne miejsce narodzin Adama Mickiewicza (metryka chrztu nie zawiera dokładnej informacji o miejscu urodzenia).
W 1750 roku oboźny połocki Jakub Beraźniewicz sprzedał folwark Zaosie Pawłowi Janowiczowi za 2950 zł. Po jego śmierci majątek odziedziczył jego syn Józef, który za długi musiał przekazać majątek stryjom Mikołaja Mickiewicza (ojca Adama). W lecie 1799 roku Zaosie w spadku po stryju Bazylim Mickiewiczu otrzymał Mikołaj Mickiewicz i jego siostra Barbara. We wrześniu 1799 roku w Zaosiu zamieszkał Mikołaj ze swoją żoną i dziećmi. W kwietniu 1801 roku Mickiewiczowie przeprowadzili się do Nowogródka, oddając Zaosie na 5 lat w dzierżawę Janowi i Agacie Majewskim. Po upłynięciu w 1806 roku okresu dzierżawy, ojciec Adama Mickiewicza przekazał swoje prawa do Zaosia mężowi swojej siostry Barbary Wincentemu Stypułkowskiemu. Za uzyskane w ten sposób pieniądze wybudował w Nowogródku murowany dom dla swojej rodziny. Jednak młody Adam Mickiewicz razem z braćmi przyjeżdżał do Zaosia spędzić u cioci wakacje w latach 1801–1810. Zamieszkiwali wtedy na piętrze spichlerzyka (świronka). Adam Mickiewicz przyjeżdżał do Zaosia także później, gdy był już nauczycielem w Kownie.
W latach 1841–1847 Zaosie dzierżawił dr Ignacy Zan i wtedy też w 1841 roku odwiedził Zaosie po powrocie z zesłania jego brat Tomasz Zan.
W 1853 roku Zaosie zostało skonfiskowane Stypułkowskim przez rząd Rosji. W 1897 roku odnotowano, że dworek był już zniszczony i zamieszkały tylko częściowo. Zabudowania dworskie zostały zniszczone podczas walk pozycyjnych prowadzonych przy znajdującym się w tej okolicy froncie niemiecko-rosyjskim w latach 1915–1918 podczas I wojny światowej.
W 1927 Wojsko Polskie wystawiło w Zaosiu obelisk ku czci wieszcza. W okresie ZSRR obelisk został odnowiony w 1955 roku. W latach 1996–1998 dwór i obejście zostały zrekonstruowane w oparciu o rycinę Edwarda Pawłowicza z 1843 roku i wykopaliska archeologiczne.